# Gerhard Rexius
Gerhard Natanael Rexius, född den 12 april 1898 i Göteborg, död där den 25 augusti 1968,, var en svensk präst, son till domprost Natanael Rexius, far till direktor Erland Rexius, systerson till Elis och Gustaf Daniel Heüman. 
Rexius blev teologie kandidat 1920. Han prästvigdes 1921 och blev fabrikspredikant i Rydboholm följande år. Rexius blev komminister i Annedals församling i Göteborg 1931 och kyrkoherde i Vasa församling i samma stad 1943. Han blev emeritus 1966. Han var tjänstgörande extra ordinarie hovpredikant från 1947 och kontraktsprost 1950–1966. Rexius är begravd på Östra kyrkogården i Göteborg.